# مانوئل شافلر
مانوئل شافلر (انگلیسی: Manuel Schäffler؛ زادهٔ ۶ فوریهٔ ۱۹۸۹) بازیکن فوتبال اهل آلمان است.
از باشگاه‌هایی که در آن بازی کرده‌است می‌توان به باشگاه فوتبال هولشتاین کیل، باشگاه فوتبال مونیخ ۱۸۶۰، باشگاه فوتبال اینگولشتات ۰۴، و باشگاه فوتبال دویسبورگ اشاره کرد.
وی همچنین در تیم ملی فوتبال زیر ۲۰ سال آلمان بازی کرده‌است.